# NGC 3380
NGC 3380 је спирална галаксија у сазвежђу Мали лав која се налази на NGC листи објеката дубоког неба.
Деклинација објекта је + 28° 36' 7" а ректасцензија 10h 48m 12,1s. Привидна величина (магнитуда) објекта NGC 3380 износи 12,6 а фотографска магнитуда 13,5. NGC 3380 је још познат и под ознакама UGC 5906, MCG 5-26-12, CGCG 155-15, IRAS 10454+2851, PGC 32287.